# Сент-Льюїс
Сент-Льюїс (англ. St. Lewis) — містечко в Канаді, у провінції Ньюфаундленд і Лабрадор.

## Населення
За даними перепису 2016 року, містечко нараховувало 194 особи, показавши скорочення на 6,3%, порівняно з 2011-м роком. Середня густина населення становила 21 осіб/км².
З офіційних мов обидвома одночасно не володів жоден з жителів, тільки англійською — 190.
Працездатне населення становило 32,4% усього населення, рівень безробіття — 27,3% (40% серед чоловіків та 0% серед жінок). 100% осіб були найманими працівниками, а 0% — самозайнятими.

## Клімат
Середня річна температура становить 1,2°C, середня максимальна – 16,4°C, а середня мінімальна – -16,1°C. Середня річна кількість опадів – 962 мм.
| Клімат поселення                              | Клімат поселення | Клімат поселення | Клімат поселення | Клімат поселення | Клімат поселення | Клімат поселення | Клімат поселення | Клімат поселення | Клімат поселення | Клімат поселення | Клімат поселення | Клімат поселення | Клімат поселення |
| Показник                                      | Січ.             | Лют.             | Бер.             | Квіт.            | Трав.            | Черв.            | Лип.             | Серп.            | Вер.             | Жовт.            | Лист.            | Груд.            |                  |
| Середній максимум, °C                         | −6,22            | −6,18            | −1,79            | 4,02             | 8,59             | 13,63            | 16,37            | 16,18            | 12,46            | 7,11             | 2,16             | −3,7             |                  |
| Середня температура, °C                       | −11,16           | −11,12           | −6,71            | −0,92            | 3,66             | 8,68             | 13,34            | 13,16            | 9,42             | 4,08             | −0,92            | −6,77            |                  |
| Середній мінімум, °C                          | −16,1            | −16,07           | −11,68           | −5,86            | −1,26            | 3,74             | 10,28            | 10,10            | 6,36             | 1,00             | −3,96            | −9,8             |                  |
| Норма опадів, мм                              | 78               | 80               | 83               | 67               | 66               | 89               | 81               | 86               | 71               | 85               | 88               | 88               |                  |
| Середньомісячна швидкість вітру, м/с          | 6.10             | 6.10             | 6.22             | 5.87             | 5.30             | 5.24             | 4.71             | 4.80             | 5.49             | 5.87             | 6.08             | 6.29             |                  |
| Середньомісячна сонячна радіація, кДж/м²·день | 3295             | 6183             | 10499            | 14526            | 17298            | 18690            | 18206            | 14883            | 10511            | 5936             | 3364             | 2375             |                  |
| --------------------------------------------- | ---------------- | ---------------- | ---------------- | ---------------- | ---------------- | ---------------- | ---------------- | ---------------- | ---------------- | ---------------- | ---------------- | ---------------- | ---------------- |
| Джерело:                                      |                  |                  |                  |                  |                  |                  |                  |                  |                  |                  |                  |                  |                  |